# Hormone thực vật

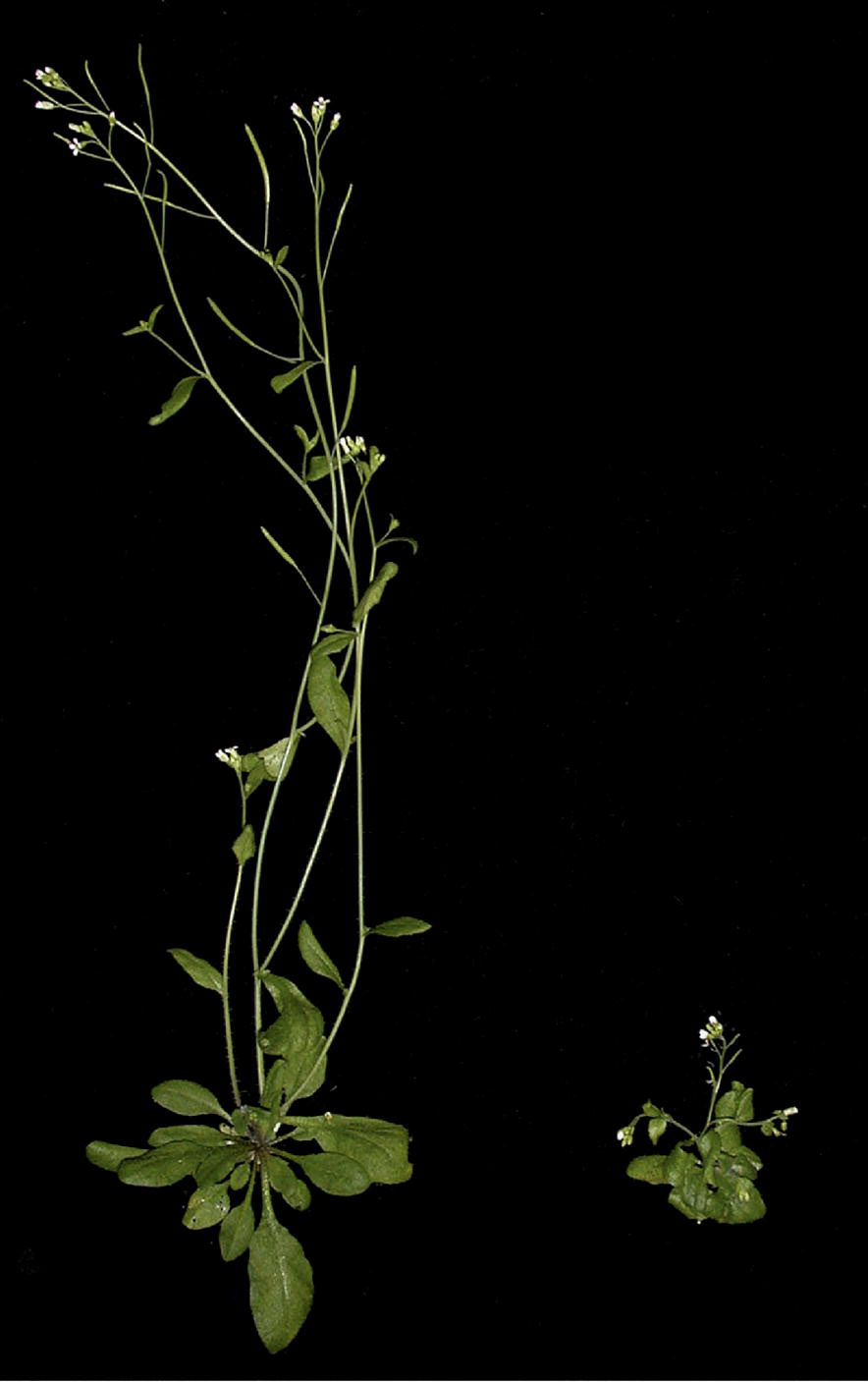
Thiếu hormone tăng trưởng auxin có thể gây tăng trưởng bất thường (cây bên phải không tăng chiều cao)

Hormone thực vật (tiếng Anh: phytohormone, còn gọi là nội tiết tố thực vật) là những chất hóa học điều hòa sự phát triển của thực vật. Chúng thường được sản sinh bởi bản thân thực vật, nhưng một số hợp chất do vi khuẩn hay nấm tiết ra cũng có tác động lên tăng trưởng và phát triển của thực vật. Hiện nay có một lượng lớn hormone thực vật được tổng hợp bởi con người và chúng được gọi là chất điều hòa tăng trưởng thực vật (PGR).
Hormone thực vật là các phân tử tín hiệu được tạo ra bên trong cây, và có thể có tác dụng ngay cả ở nồng độ cực thấp. Chúng điều tiết các quá trình cấp độ tế bào, có thể ở các tế bào đích lân cận nhưng cũng có thể di chuyển đến các địa điểm khác để gây tác dụng, tại các cơ quan chức năng khác của cây. Thực vật, không giống như động vật, thiếu các tuyến chuyên biệt sản xuất và tiết ra hormone, thay vào đó, mỗi tế bào tự sản xuất chúng.
Hormone thực vật quyết định sự hình thành của hoa, thân, lá, các quá trình như rụng lá, và sự phát triển, chín và rụng của quả, cũng như giúp định hình cây, ảnh hưởng đến sự phát triển của hạt, thời gian ra hoa, giới tính của hoa. Chúng cũng ảnh hưởng đến hướng mọc của các mô, hình thành lá và tăng trưởng thân, quá trình phát triển và chín quả, tuổi thọ của cây, quá trình chết của cây. Hormone thực vật đóng vai trò rất quan trọng cho sự của tăng trưởng thực vật, không có hormone thì thực vật chỉ là một khối các tế bào giống hệt nhau không được biệt hóa. Vì lý do này, chúng còn được gọi là các yếu tố tăng trưởng hoặc kích thích tố tăng trưởng. Thuật ngữ "phytohormone" được đặt ra bởi Went và Thimann và được sử dụng trong tiêu đề của cuốn sách của họ vào năm 1937.
Hormone thực vật không chỉ tìm thấy ở thực vật bậc cao mà còn ở trong tảo, cũng cho thấy các chức năng tương tự, và cả vi sinh vật, chẳng hạn như nấm và vi khuẩn, nhưng trong những trường hợp này chúng không có vai trò sinh lý hay tác dụng sinh lý tức thời trong cơ thể và như vậy, có thể gọi chúng là chất chuyển hóa thứ cấp.